# Municipio de Rock Creek (condado de Carroll)
El municipio de Rock Creek (en inglés: Rock Creek Township) es un municipio ubicado en el condado de Carroll en el estado estadounidense de Indiana. En el año 2010 tenía una población de 475 habitantes y una densidad poblacional de 13,3 personas por km².

## Geografía
El municipio de Rock Creek se encuentra ubicado en las coordenadas 40°39′57″N 86°34′22″O / 40.66583, -86.57278. Según la Oficina del Censo de los Estados Unidos, el municipio tiene una superficie total de 35.71 km², de la cual 34,97 km² corresponden a tierra firme y (2,07 %) 0,74 km² es agua.

## Demografía
Según el censo de 2010, había 475 personas residiendo en el municipio de Rock Creek. La densidad de población era de 13,3 hab./km². De los 475 habitantes, el municipio de Rock Creek estaba compuesto por el 98,53 % blancos, el 0,63 % eran amerindios, el 0,42 % eran de otras razas y el 0,42 % eran de una mezcla de razas. Del total de la población el 0,42 % eran hispanos o latinos de cualquier raza.